# Нивинский, Антон
Антон Нивинский (псевдоним — Чекмановский; 3 августа 1890 — 3 декабря 1945) — украинский писатель, журналист и общественный деятель с Волыни.

## Биография
Нивинский родился 3 августа 1890 года в селе Тынном, возле Ровно, на Волыни. Отец был чиновником при царском режиме, мать происходила со старого волынского священницко-дьяковского рода Чекмановських. Нивинский окончил реальную гимназию в Ровно. Не имея возможности учиться дальше, вступил в земство как помощник бухгалтера. Вместе с некоторыми земляками начал нелегальную культурно-образовательную работу среди украинской мещанско-крестьянской молодёжи Ровного и окрестных сёл, подпольно распространяя украинскую литературу.
Во время войны в конце 1915 года как солдат Нивинский оказался на фронте. Тяжело контужен под Минском, лечился в Воронеже; посетил Левобережье, был переведён со своей частью в Тамбов. Это значительно изменило его национальное сознание в антироссийском духе. В начале революции 1917 года он вернулся в родное Ровно, участвовал в национально-революционной и хозяйственно-политической деятельности, чему посвятил лучшие годы своей жизни.
Новинский был одним из самых активных организаторов национально-культурной и политической жизни Ровенщини, ровенской «Просвиты»; долголетний член управы и секретарь последней. Как общественный работник был скромным и трудолюбивым, далёким от карьеризма, его работа сыграла важную роль в национально-политической жизни Волыни.
С утратой украинской государственности и приходом польской власти на западную Волынь Антон Нивинский начал борьбу против той власти и с этих позиций не сходил до конца пребывания этих земель в составе Польши. Посвятив полностью свою личную жизнь политической борьбе, он находился всё время в тяжелых материальных условиях, живя в Ровно и Здолбунове (1920—1933 годы). Как журналист постоянно работал в местных волынских журналах: «Громада» в Луцке, который сам редактировал (1923 год), затем как сотрудник «Украинской Громады», которую издавал Черкавский; также в «Общественном Голосе» и юмористическом «Зизе» (Львов).
Впервые Новинского арестовали в октябре 1923 года, второй раз — в апреле 1925, третий — в феврале 1927, четвёртый — в марте 1928 года. Обвинялся в антигосударственной деятельности: сначала — в «коммунистической» (доказательством были некоторые издания, обнаруженные при обыске), затем — в украинской националистической. На следствии 1925 года, где ему инкриминировали «распространение коммунистической литературы», один из свидетелей убедил прокуратуру, что А. Нивинский — украинский националист, хоть и имел некоторые книги коммунистического содержания. Сам обвиняемый признавался: «К коммунистической партии не принадлежу, коммунистической литературы не распространял, никаких политических собраний не организовывал, принадлежу к Украинской социалистическо-радикальной партии и как председатель „Просвиты“ в Здолбуновском районе работал на культурно-образовательной ниве».
В 20-х годах Нивинский стал одним из руководителей Украинской социалистическо-радикальной партии, главой её избирательного комитета в Здолбунове (одновременно и в Ровно). Секретариаты этой партии находились в Кременце, Ровно, Здолбунове, Остроге. 22 января 1928 года при активном участии жены, Галины Журбы, А. Нивинский напечатал в Ровно однодневную газету УСРП «Борьба» с кличем «Боритеся — поборете!». Польская власть её конфисковала и запретила распространять. Газету конфисковали и запретили за публикацию статьи «Избирательные репрессии» (автором тоже был А. Нивинский).

## Литературная деятельность
Литературную деятельность Нивинский начал весьма молодым, печатая свои первые рассказы в «Украинской Трибуне» (Варшава, 1920 год), новелла «Те и та» и др. В альманахе «Метуса» 1922 года рассказы: «Солнечные слёзы», «3ейда Пук», «Госпожа Ия и Кардинал», «Рыбак Круть» и много других. В «Новой Украине» (Прага, 1925 год) новелла «Легенда о бездне» и в варшавском альманахе-квартальнике «Мы» (1933) рассказ «Полищуцкая мать», — все три работы из цикла «Полесские рассказы». Во львовском литературно-художественном журнале «Навстречу» (1936) — новеллы «Самсон и Далиля».
Среди непечатных работ Чекмановского, которые пропали во Львове с приходом большевиков в 1939 году и в варшавском пожаре 1944 года, были: «Сборник полесских рассказов», из которых печатные были вышеупомянутые три, «Рыбаки», «Охрим Сырин», историческая повесть «Пламенный ездок» и «Соискатели», написанные между 1933—1939 годами. Все погибли в рукописях.
Антон Нивинский скончался 3 декабря 1945 года в Скаржиско-Каменне, послевоенная Польша, пережив перед тем варшавское восстание (1 августа — 16 сентября 1944 года). У Нивинского была болезнь сердца, вызванная тяжёлыми условиями польской власти на Волыни и общественной работе в этих условиях, плохим материальным положением и неоднократными тюремными заключениями.
Из всего писательского наследия Антона Чекмановского осталась лишь одна повесть «Века плывут над Киевом», изданная впервые во Львове в 1938 году (издательство «Родина»), единственный экземпляр сохранился у доктора Ивана Дурбака. Второй раз повесть издали в Нью-Йорке в 1964 году. В нью-йоркском издании помещено небольшое жизнеописание Нивинского, где представлены основные вехи общественной и литературной деятельности. Автор жизнеописания — его жена, писательница Галина Журба. Благодаря украинской диаспоре в 1993 году книга Нивинского «Века плывут над Киевом» вернулась на Украину.